# Tuva B. Larsen
Tuva Børgedotter Larsen, född 23 september 1991 i Rennebu i Norge, är en norsk musikalartist, sångare och skådespelare.

## Biografi
Tuva B. Larsen är utbildad vid Högskolan för scen och musik i Göteborg 2010–2013. Hon har medverkat i Malmö Operas Kinky boots samt Agnes på Teater Amabile 2015. Under 2014 medverkade hon som Hedwig Charlotta Sunnerdahl i Bruksspelet i Klippan på Teater Amabile.
Tuva B. Larsen var tidigare sambo med skådespelaren Daniel Adolfsson.

## Priser och utmärkelser
Larsen tilldelades 2018 Annalisa Ericsons stipendium.

## Teater

### Roller
| År   | Roll                        | Produktion                                                                          | Regi              | Teater                   |
| ---- | --------------------------- | ----------------------------------------------------------------------------------- | ----------------- | ------------------------ |
| 2013 |                             | Bruksspelet 2013 - Sunnerdahl på liv och död Ewa Ohlson-Westin och P-O Nilsson      | Ewa Ohlson-Westin | Bruksspelet i Klippan    |
| 2013 | Alice                       | Alice i Underlandet Lewis Carroll                                                   | Ronny Danielsson  | Helsingborgs stadsteater |
| 2014 | Hedwig Charlotta Sunnerdahl | Bruksspelet 2014 - Sunnerdahl på liv och död Ewa Ohlson-Westin och P-O Nilsson      | Annika Kofoed     | Bruksspelet i Klippan    |
| 2015 | Maria                       | Sound of Music Richard Rodgers, Oscar Hammerstein, Howard Lindsay och Russel Crouse | Ronny Danielsson  | Trøndelag Teater         |
| 2015 |                             | Bruksspelet 2015 - Agnes Annika Kofoed och P-O Nilsson                              | Annika Kofoed     | Bruksspelet i Klippan    |
| 2015 | Mio                         | Mio, min Mio Astrid Lindgren                                                        | Dennis Sandin     | Helsingborgs stadsteater |
| 2016 | Guro                        | Jaktlaget Jo Strømgren                                                              | Jo Strømgren      | Hålogaland Teater        |
| 2016 | Anna                        | Håkon og Kark Idar Lind och Frode Fjellheim                                         | Catrine Telle     | Korsvikaspillet          |
| 2016 | Pat                         | Kinky Boots Cyndi Lauper och Harvey Fierstein                                       | Ronny Danielsson  | Malmö Opera              |
| 2017 | Marie                       | Pelle Erövraren – Den stora kampen Erik Norberg och Alexander Öberg                 | Alexander Öberg   | Helsingborgs stadsteater |
| 2017 | Elena                       | Tänk om Tom Kitt och Brian Yorkey                                                   | Philip Zandén     | Malmö Opera              |
| 2017 | Anna                        | Håkon og Kark Idar Lind och Frode Fjellheim                                         | Catrine Telle     | Korsvikaspillet          |
| 2017 | Tzeitel                     | Spelman på taket Jerry Bock, Sheldon Harnick och Joseph Stein                       | Orpha Phelan      | Malmö Opera              |
| 2018 | Lena                        | Så som i himmelen Fredrik Kempe, Kay Pollak och Carin Pollak                        | Markus Virta      | Oscarsteatern            |
| 2022 | Anja/Anastasia              | Anastasia                                                                           | Johanna Hybinette | Malmö opera              |
| 2023 | Fanny Zander                | Änglagård                                                                           | Edward af Sillén  | Oscarsteatern            |